# Lev Mekhlis

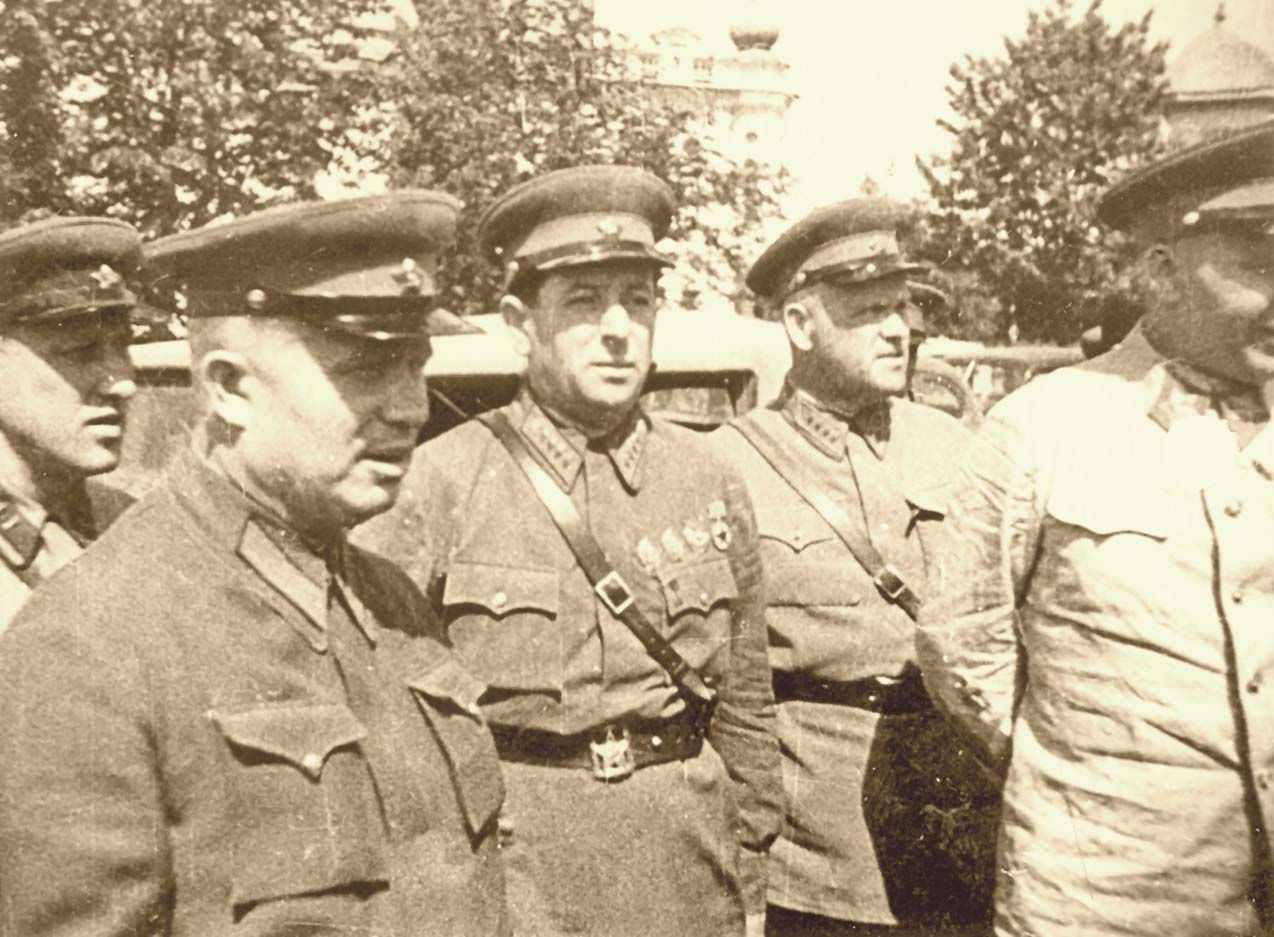
Nikita Khrouchtchev et Lev Mekhlis durant la Seconde Guerre mondiale en Bessarabie.

Lev Zakharovitch Mekhlis (en russe : Лев Заха́рович Ме́хлис), né le 13 janvier 1889 à Odessa et mort le 13 février 1953 à Moscou, était un communiste russe, membre dirigeant de l'URSS sous Staline.

## Biographie

### Jeunesse
Durant son enfance, il étudie dans une école rabbinique russe.
De 1904 à 1911, il est clerc et précepteur. Il se bat contre les Cent-Noirs (mouvement monarchiste antisémite d'extrême droite) dans l 'unité juive d'autodéfense  d'Odessa. Il adhère ensuite au BUND, le parti des travailleurs sionistes. Dans les années 30 il reniera sa judéité au nom du communisme.
À partir de 1911, il sert dans l'armée russe en tant que grenadier dans un régiment d'artillerie. Il est nommé au grade de bombardier en 1912.
Il adhère au Parti bolchévique en 1917 et se fait remarquer par sa férocité, notamment dans le massacre des prisonniers de l 'armée blanche de Wrangel, en Crimée en 1920  alors qu'il exerce des activités politiques au sein de l'Armée rouge.

### L'ascension (1921-1941)
En 1921-1922, il dirige l'inspection administrative du Commissariat au peuple des travailleurs. C'est à ce moment qu'il rencontre Staline. Celui ci apprécie sa dureté, ses positions gauchistes et l'entraîne dans son ascension.
De 1922 à 1926, il est le secrétaire personnel du Secrétaire général du PCUS, Joseph Staline. Mekhlis aide ce dernier à éliminer politiquement Léon Trotski de la scène politique russe.
De 1926 à 1930, il enseigne à l'Académie du Parti communiste et à l'Institut des enseignants communistes.
En 1930, il est nommé chef du service de presse du Comité central, membre du comité de direction et rédacteur en chef de la Pravda. Il n'imprime rien sans en référer à Staline.
En 1932-1934, il supervise avec d'autres responsables l'Holodomor ukrainienne.
Entre 1937 et 1940, il est adjoint du Commissaire du peuple à la défense et chef de la Direction politique de l'Armée rouge. Purgeur insatiable  il fait arrêter, fusiller ou déporter des milliers de commissaires politiques.
Il est nommé membre du Comité central du PCUS en 1939. Fin décembre il est envoyé sur le front de Finlande par Staline. Il essaye de remobiliser les troupes par des récompenses mais surtout par la terreur : il fait exécuter tout l ' Etat major d'une division mais aussi le commandant et le commissaires d'un régiment et un officier du NKVD, devant les rangs. En avril 1940 il fera exécuter pour trahison 158 des 5152 prisonniers soviétiques relâchés par les Finlandais. 4534 seront condamnés à des peines de 5 à 8 ans de travaux forcés.
Il est l'archétype des commissaires certains que la propagande et la terreur suffisent à gagner les guerres, méfiants à l'égard du commandement, obsédé par la trahison et l'espionnage. Il passe des heures à chiffrer lui même ses télégrammes.
En 1940-1941, il est Commissaire du peuple au Contrôle de l'État (Goskontrol). Il est favorable au massacre de Katyń et plaide pour l'exécution de 25 000 officiers polonais.
En juin 1941, alors que les Allemands envahissent l'URSS, il est nommé général.

### Son rôle durant la Seconde Guerre mondiale
En 1942, Staline, dont il est l'intime, l'envoie en qualité de représentant du Haut Quartier général de l'Armée rouge sur le Front de Crimée, où il entre en compétition avec le général chargé des opérations sur le terrain, Dmitri Kozlov, chef de la 51e Armée. Ces deux personnalités donnent des ordres contradictoires aux généraux et colonels placés sous leur autorité, ce qui désorganise l'action militaire. Le général en chef chargé du front Nord-caucasien, Semion Boudienny, est aussi en conflit avec Mekhlis et ne suit que les ordres du Quartier général moscovite.
Lorsque des échecs surviennent sur le front, Mekhlis, le « politique », les attribue aux militaires Boudienny et Kozlov, qui contestent l'action du commissaire politique. Compte tenu de cette désorganisation, Staline envoie un télégramme brutal et comminatoire à Mekhlis, dans lequel il fustige l'incompétence, les incohérences et l'inactivité de son commissaire politique. Après la défaite particulièrement cinglante, en mai 1942, des armées soviétiques sur le front de Crimée (sur 250 000 hommes engagés, 162 000 ont été perdus en 12 jours de combats), il est limogé de ses fonctions de Commissaire adjoint à la défense et Chef de l'administration politique de l'armée.

### Fin de carrière
De 1946 à 1950, il est ministre du Contrôle politique de l'URSS.
Le 27 octobre 1950, il est placé d'office à la retraite et remplacé par Vsevolod Merkoulov. La raison officielle en est « problèmes de santé ».
Il meurt en février 1953, à l'âge de 64 ans, trois semaines avant Staline. Les historiens sont dans l'incapacité de dire si sa mort est d'origine naturelle ou s'il a été exécuté sur l'ordre de Staline, les deux hypothèses étant tout autant plausibles.
La mort non naturelle est parfaitement possible dans la mesure où, début 1953, Staline avait lancé une vaste campagne antisémite et souhaitait éliminer des sphères dirigeantes de l'URSS tous les juifs ou conjoints de juifs. L'assassinat de Mekhlis pouvait non seulement s'inscrire dans cette « purge » antisémite, mais aussi dans l'élimination d'un homme qui avait montré son incompétence notoire durant la Seconde Guerre mondiale.

## Vie privée et personnalité
Mekhlis était un bolchevique fanatique et croyait au mythe de l’homo sovieticus. Il a d’ailleurs tenté de façonner son jeune fils en plaçant dans son berceau un portrait de Lénine, remarquant avec fierté que « le bébé regarde souvent le portrait ».

### Hommages et distinctions
Il a été décoré à quatre reprises de l'Ordre de Lénine.
Il est enterré dans la nécropole du mur du Kremlin.

## Compléments